# آلزامای
شهر آلزامای (به روسی: Алзамай) در کشور روسیه و در اوبلاست ایرکوتسک واقع شده‌است.